# 2097
Cette page concerne l'année 2097  du calendrier grégorien.
L'année 2097 est une année commune qui commence un mardi.
C'est la 2097e année de notre ère, la 97e année du IIIe millénaire et du XXIe siècle et la 8e année de la décennie 2090-2099.

## Autres calendriers
- Calendrier hébraïque : 5857 / 5858
- Calendrier indien : 2018 / 2019
- Calendrier musulman : 1517 / 1518
- Calendrier persan : 1475 / 1476

## Événements prévisibles
- Une capsule temporelle, scellée 100 ans plus tôt, doit être ouverte dans le port intérieur de Baltimore pour célébrer les 300 ans de l'incorporation de la ville.[réf. nécessaire]

## Dans la fiction
Se déroulent en 2097 :
- le jeu de course WipEout 2097 (Playstastion).
- l'action du jeu vidéo X-Kaliber 2097 (SNES).